# Горазд (Гломазич)
Епи́скоп Горазд (Гломазич) (черног. Gorazd Glomazić, в миру Клавдио Фабиан Гаго Роса, исп. Claudio Fabian Gago Roza; род. ?, Мексика) — епископ неканонической Черногорской православной церкви, епископ Аргентинский с 31 октября 2008 года.

## Биография
Родился в четвёртом поколении эмигрантов в Мексике, которые происходили из Оногоштской жупы, в районе современного Никшича.
Был возведён в сан архимандрита и 30 октября 2008 года избран епископом новосозданной Аргентинской епархии Черногорской православной церкви, для эмигрантов черногорского происхождения, которые проживают в Латинской Америке, а 31 октября 2008 года в соборе св. Иоанна в Байице, город Цетине, состоялась его архиерейская хиротония, которую совершили Предстоятель церкви, митрополит Михаил (Дедеич), вместе с двумя другими иерархами, Сергием (Моисеенко) и Симеоном (Минихофером). Президент Комитета по продвижению черногорской православной церкви Стево Вучинич заявил, что рукоположение архимандрита Горажда в качестве епископа является актом исторического значения, поскольку это будет третье великое событие для ЧПЦ. «Первым было провозглашение КПК и его обновление, вторым было рукоположение главы ЧПЦ г-на Михаила, а третьим было это посвящение».
В 2019 году принимал участие в хиротонии архимандрита Бориса (Бойовича) во епископа Острожско-Никшичского.